# RecBCD
RecBCD là tên thường gọi một phức hợp enzym đa chức năng phát hiện ở trực khuẩn E.coli có khả năng sửa chữa DNA trong quá trình tái tổ hợp tương đồng của trực khuẩn này.
RecBCD (tiếng Anh: /rɛk bi si di/) theo danh pháp phân loại enzym Quốc tế có kí hiệu (mã EC): EC 3.1.11.5. Nhưng tuỳ trường hợp mà còn được gọi bằng nhiều tên khác theo chức năng của nó bằng các thuật ngữ tiếng Anh như:
- Exodeoxyribonuclease V,
- Exonuclease V,
- Escherichia coli exonuclease V,
- RecBCDnase,
- Deoxyribonuclease BCD, v.v

Tất cả các giới thiệu sau đây chỉ đúng với RecBCD của Escherichia coli dòng K12, có mã enzym = EC 3.1.11.5, được tóm tắt từ các tác giả: Singleton, M.R., Dillingham, M.S., Gaudier, M., Kowalczykowski, S.C., Wigley, D.B. công bố trong bài báo khoa học "Crystal Structure of Recbcd Enzyme Reveals a Machine for Processing DNA Breaks" ở tạp chí Nature 432:187 (năm 2004), có kết hợp thêm với một số tác giả khác (đều đã có dẫn nguồn trong bài).

## Cấu trúc
- RecBCD là một tổ hợp enzym phức tạp, gồm ba tiểu đơn vị (subunit) khác nhau là RecB và RecC với RecD liên kết với nhau tạo thành, mỗi tiểu đơn vị là một enzym (hình 1).
- Trong lịch sử nghiên cứu "Sinh học E. coli", các nhà khoa học phát hiện RecA trước, có chức năng riêng, rồi mới tìm thấy RecB và RecC; sau đó lại phát hiện thêm RecD có chức năng phối hợp với RecB và RecC, nên đặt tên phức hợp này là RecBCD.[6] Sự phát hiện này này được cho là xảy ra vào năm 1978.[7]
- Mỗi tiểu đơn vị cấu tạo nên RecBCD là một enzym có cấu trúc riêng biệt và có chức năng độc lập riêng.[8]
- Trong cấu trúc tuyến tính (hay mạch thẳng) tức là ở dạng chuỗi polypeptide, thì mỗi tiểu đơn vị có các đặc điểm sau:[9], [10]

- RecB là một chuỗi polypeptide gồm 1180 amino acid chia làm hai vùng chính: vùng N có chức năng helicase được chia thành 7 miền (1, 1a, 2 … 6 trong đoạn màu cam ở hình 2) đặc trưng cho loại SF1; vùng C (đoạn tô màu hồng ở hình 2 có chức năng đa nuclease (nuclease) với kí hiệu "Nuc") theo mô hình nuclease 3, xúc tác chủ yếu đến Asp (aspartate) và Lys (lysine). Trung tâm phân tử RecB có liên kết với ion Mg2+.
- RecC (đoạn xanh da trời ở hình 2) là một chuỗi polypeptide gồm 1122 amino acid, không có tương đồng đáng kể với các protein kia, đặc trưng bởi điểm nhận biết vị trí KAI (CHI site). Tuy nhiên, RecC có miền 1 và 2 như SF1, nên nó có thể đã phát triển từ một helicase từ xa xưa.
- RecD (đoạn màu tím ở hình 2) là một chuỗi polypeptide gồm 608 amino acid, chứa bảy miền đặc trưng của SF1 như RecB. SF1 là tên tắt của "steroidogenic factor 1" một loại helicase cho DNA (DNA helicase) 

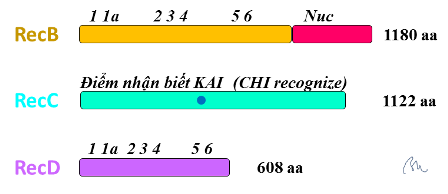
Hình 2: Các vùng của mỗi tiểu đơn vị trong RecB (màu cam), RecC (da trời) và RecD (tím).

- Khối lượng phân tử của RecB khoảng 134 kDa, của RecC khoảng 129 kDa và của RecD khoảng 67 kDa; do đó tổng khối lượng của cả RecBCD khoảng 330 kDa.
- Tổng số lượng phân tử RecBCD trong mỗi tế bào E. coli được duy trì khoảng chỉ 10 phân tử RecBCD, bởi vì nhiều hơn sẽ thực sự làm suy yếu sự tái tổ hợp DNA dẫn đến tăng suy thoái nhiễm sắc thể của nó.[13]
- Trong trường hợp chỉ muốn mô tả sơ đồ cấu trúc ở dạng đơn giản nhất, người ta thường biểu diễn mỗi enzym trên là một hình tròn hay hình trứng (hình 3 - 11).
- Bảng sau đây tóm tắt về các enzym này, với mã Quốc tế, gen mã hoá và chức năng enzym riêng của từng tiểu đơn vị.

| Tên tắt | Chuỗi     | Mã protein | Kích thước chuỗi | Chức năng chính                            | Gen mã hoá |
| ------- | --------- | ---------- | ---------------- | ------------------------------------------ | ---------- |
| RecB    | β (beta)  | P08394     | 1180             | Helicase 3'-5', nuclease.                  | Gen RecB   |
| RecC    | γ (gamma) | P07648     | 1122             | Nhận biết vị trí KAI (CHI site), helicase. | Gen RecC   |
| RecD    | α (alpha) | P04993     | 608              | Helicase 5'-3', nuclease.                  | Gen RecD   |

## Chức năng

### Chức năng chung

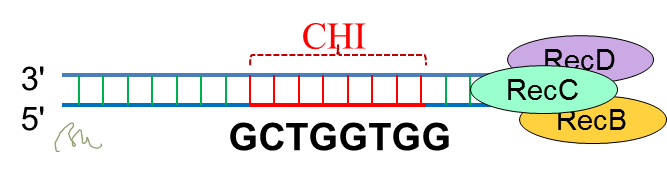
Hình 3: Tổ hợp RecBCD đang tiến đến vị trí KAI (CHI site).

RecBCD là phức hợp protein nhiều chức năng, trong đó chức năng chủ chốt là gây tái tổ hợp tương đồng ở vi khuẩn. Những chức năng này chỉ thực hiện khi các tiểu đơn vị đã liên kết với nhau và ở vị trí KAI (hình 3)

#### Chức năng exonuclease DNA.
Đây là chức năng của lớp enzym nuclease, nhưng chỉ cắt bỏ liên kết phôtpho-đi-este ở đầu mút phân tử DNA, nghĩa là cắt đứt chuỗi polynucleotide của DNA ở phía đầu chuỗi. Chức năng này cần năng lượng (ATP), nên còn gọi là exonuclease phụ thuộc ATP (ATP-dependent DNA exonuclease). Enzym RecBCD có thể thực hiện:
- Chức năng exonuclease phụ thuộc ATP sợi đơn (cắt một sợi).
- Chức năng exonuclease phụ thuộc ATP sợi kép (cắt cả hai sợi).

#### Chức năng ATPase.
Tên đầy đủ của chức năng này là ATPase phụ thuộc DNA. Đây thực chất là chức năng thủy phân ATP, biến đổi ATP thành ADP và giải phóng năng lượng kèm theo Pi (tức gốc phôtphat vô cơ) cần dùng khi "cắt" liên kết phôtpho-đi-este của DNA.,  Nhờ chức năng này, cả tổ hợp như một phân tử có "động cơ" chuyển động được dọc trên DNA mà nó xúc tác.

#### Chức nănghelicase.
Đây là chức năng góp phần làm sợi DNA dãn thẳng sau khi đã được tháo xoắn, đồng thời "cắt" các liên kết hy-đrô giữa hai mạch làm tách mạch kép thành hai mạch đơn, gọi tắt là "dãn xoắn – tách mạch". Xem chi tiết về chức năng này ở trang helicase.

### Chức năng riêng
- Tiểu đơn vị RecB có cả chức năng helicase và nuclease. Nó có thể thủy phân ATP khi DNA tháo xoắn. Từ năm 1985 đã xác định là nó có hoạt tính ATPase phụ thuộc DNA (Hickson et al: "J. Biol. Chem. 260,1224-1229"). Hơn nữa, khả năng này của RecB có thể thay đổi theo cấu trúc và chiều dài DNA.[17] Như trên đã giới thiệu: RecB có chức năng helicase ở vùng đầu N (đầu aminô -NH3) của nó và có chức năng nuclease ở vùng đầu C (đầu cacboxyl -COOH) của nó.[18] Xem mô tả chức năng này ở hình 4.

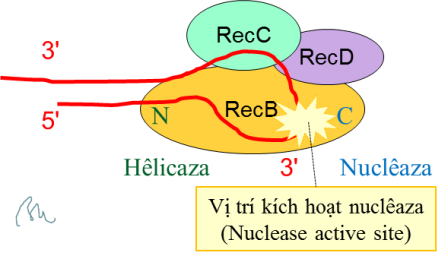
Hình 4: RecB có 2 vùng chức năng enzym: vùng tách mạch ở đầu N và cắt DNA (sợi màu đỏ) ở vùng C.

- Tiểu đơn vị RecC nhận biết vị trí KAI, đồng thời "khía" ở một sợi đơn vài ba nucleotide từ đầu 3' làm cho đầu 3' nhô "thò" ra ngoài mà tạo điều kiện cho RecA tải lên 3' rồi góp phần sửa chữa đoạn DNA này gây tái tổ hợp tương đồng.[8][11]
- Tiểu đơn vị RecD có khả năng helicase cả hai chiều (5'-3' và 3'-5') và giải phóng đoạn DNA.[19]
- RecA không thuộc phức hợp này, nhưng đóng vai trò quan trọng cho hoạt động của cả phức hợp RecBCD. Ở E.coli K12, RecA (hay zab) là một protein mã hoá bởi gen cùng tên ở locus 58, có chức năng SOS prophage (thể tiền thực khuẩn) nghĩa là "báo động cấp cứu" khi có sự lây nhiễm thể thực khuẩn.[20], [21] Các prophage (mầm thể thực khuẩn) thực chất là vật liệu di truyền của thể thực khuẩn, được chèn vào bộ gen của vi khuẩn qua lây nhiễm (transfection) và có thể tạo ra các thể thực khuẩn nếu được kích hoạt thích hợp.

## Cơ chế hoạt động

### Khởi đầu
RecBCD chỉ thực hiện được nhiệm vụ tái tổ hợp của nó khi cả ba tiểu đơn vị trên kết hợp với nhau và trượt đến vị trí KAI (hình 3). Lúc đó, tổ hợp sẽ xử lí tuần tự như sau:, , 

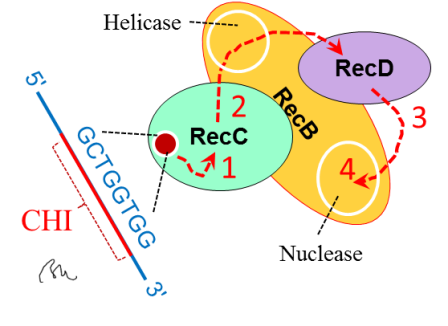
Hình 5: Khi RecBCD gặp trình tự KAI sẽ xảy ra bốn bước tuần tự: 1 - 4 (con đường mũi tên nét rời màu đỏ).

- - Bước 1: RecC nhận biết vị trí KAI khi trượt đến vị trí này (hình 5.1).
- - Bước 2: RecC tín hiệu về "trung tâm" của RecD báo ngừng hoạt động (hình 5.2).
- - Bước 3: RecD khi đã ngừng hoạt động, sẽ tín hiệu về "trung tâm" của RecB cắt đoạn DNA (hình 5.3).
- - Bước 4: RecB khởi động chức năng nuclease (hình 5.4), tiếp tục dãn xoắn và tải RecA.

### Tiếp diễn
RecC và RecD kết hợp với đầu 5' của sợi DNA. RecD được cho là tương tác với RecC và có thể đóng một vai trò trong việc định hướng đầu 5'. Chúng tách hai sợi đã rời nhau và tạo vòng, rồi cắt sợi có vị trí KAI (CHI site trong hình 6).

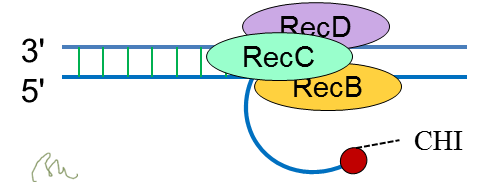
Hình 6: RecBCD cắt sợi KAI (CHI).

Sau đó, protein recA được tải lên sợi vòng này, chuẩn bị cho quá trình tái tổ hợp (hình 7).
Khi cả tổ hợp enzym RecBCD di chuyển trên DNA, chúng bao quanh ("ôm") cả hai sợi (xem thêm cơ chế hoạt động này ở trang helicase). Sự di chuyển được hỗ trợ bởi thủy phân ATP trong các "động cơ" helicase của RecB và của RecD. Khi di chuyển đến vị trí KAI, recC nhận biết và sợi đơn DNA có vị trí KAI nằm lọt trong RecC. Nhận được "tin" từ recC, hai tiểu đơn vị còn lại hoạt động, nhưng RecD nhanh hơn nên hình thành một vòng sợi đơn phía trước của RecB chậm hơn. Do đó một vòng sợi đơn nhỏ được tạo ra trước khi RecB tác động, nên tạo ra đoạn sợi đơn DNA có hai đầu: đầu 3' ngắn 'và đầu 5' dài hơn và hai vòng này đã quan sát được bằng kính hiển vi điện tử, gọi là cấu trúc vòng hai đuôi (loop 2 tail).

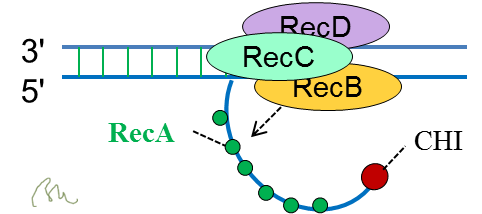
Hình 7: RecA được tải lên sợi đơn (có vị trí KAI) đã bị cắt.

Từ các vòng này có thể tạo ra một mạch đơn bổ sung cho chúng, hình thành cấu trúc hai vòng tạm thời gọi là "tai thỏ" (rabbit ears), rồi hình thành "ngã tư Holliday" gồm sợi chứa vị trí KAI như ở hình 8.

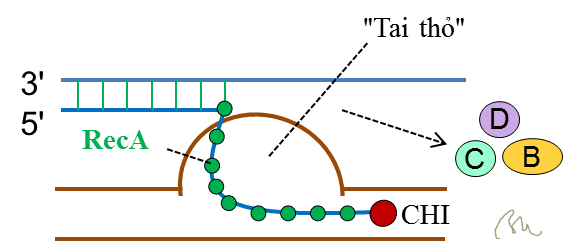
Hình 8: Sợi vòng có recA tạo "tai thỏ" chuẩn bị tái tổ hợp.

Kết quả là có thể dẫn đến trao đổi chéo (crossover) hoặc không (noncrossover) như mô tả ở hình 9.
Như vậy, cách mà RecBCD đã sử dụng chính là phương thức DSB (double-strand breaks, tức là làm đứt sợi đôi). Tóm lại, khởi đầu trên DNA sợi kép, tổ hợp dãn xoắn DNA cắt tại một sợi đơn ở vị trí KAI, tạo ra một đầu 3'. Ở sợi đơn DNA này, nó tải nhiều phân tử RecA, gây phản ứng trao đổi sợi đơn DNA với một phân tử DNA khác còn nguyên vẹn lấy ở tế bào E. coli. Các bước tóm tắt là:
1. Tách DNA ở KAI.
2. Tạo vòng sợi đơn.
3. Cắt sợi đơn ở mạch có KAI.
4. Tải RecA lên đoạn vừa cắt.
5. RecA tải đoạn nu ở DNA khác lên, tạo "tai thỏ".
6. Trao đổi tương hỗ hai đoạn DNA gây tái tổ hợp tương đồng (hình 8) hoặc gây tái tổ hợp nhưng không trao đổi qua lại, vì khởi đầu quá trình nhân đôi ở chạc của DNA kia.
7. Nối mạch hình thành 2 đoạn mới (hình 9).

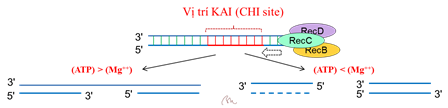
Hình 9: Hai kết quả trong hoạt động của RecBCD.

## Biến đổi con đường RecBCD
- Hoạt động của RecBCD bị thay đổi tùy thuộc vào điều kiện phản ứng như độ pH, nhiệt độ, nồng độ ATP, nồng độ ion Mg2+ v.v. Theo số liệu thí nghiệm (in vitro), độ pH gần trung hòa là tối ưu cho phản ứng, còn ion Ca2+ ức chế phản ứng vì cạnh tranh với Mg2+. Tuy nhiên, trong các thí nghiệm in vitro, thì phản ứng của RecBCD phụ thuộc nhiều nhất vào tỉ lệ giữa nồng độ Mg2+ với ATP.
- Ở phòng thí nghiệm của S. C. Kowalczykowski, thì năng suất tối đa ở vị trí KAI đạt được khi ATP lớn hơn hẳn Mg2+, cụ thể = 5 mM ATP/3 mM Mg2+. Nếu tỉ lệ này = 1 mM ATP/8 mM Mg2+, thì các nhà nghiên cứu quan sát được mảnh vỡ bên trái vị trí KAI, do đó RecBCD chỉ đơn giản là "đánh dấu" (nicks) tại vị trí KAI: còn nếu dư thừa Mg2+ lại kích hoạt tính năng nuclease, phân giải DNA mạnh hơn.[22] Từ nhiều dữ liệu khác tương tự, các nhà nghiên cứu đã kết luận có hai biến đổi chính của con đường REcBCD.

### Khi ATP>Mg2+

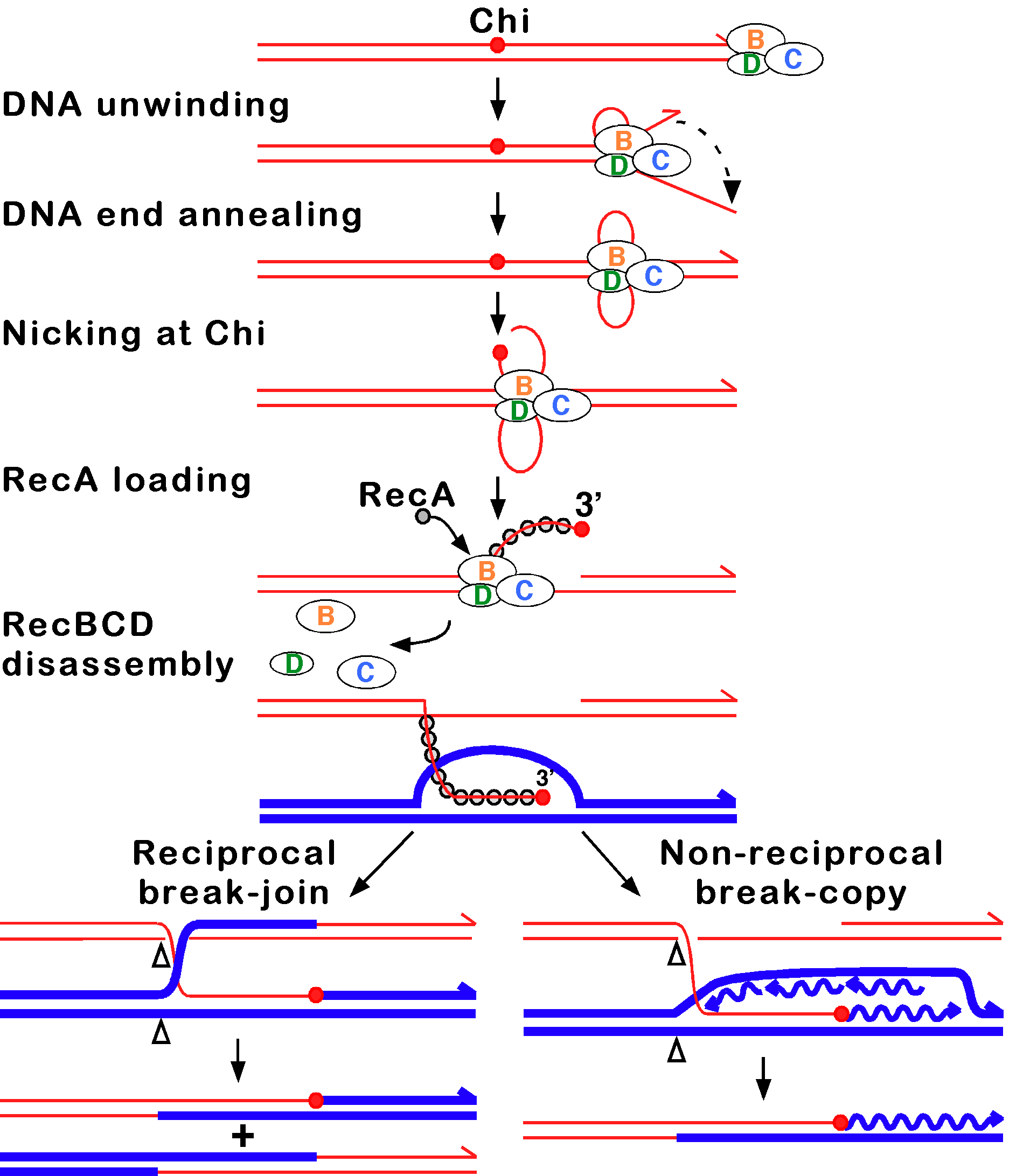
Hình 10: phía dưới cùng bên trái = Reciprocal break join - Cắt nối đối ứng (có trao đổi tương hỗ); phía dưới cùng bên phải = No reciprocal break copy (không có bản sao trao đổi), dẫn đến BIR (break-induced replication, tức cơ chế cắt để nhân đôi.

Khi ATP cao hơn hẳn nồng độ Mg2+(cũng viết Mg++), RecBCD sẽ "khía" sợi ở vị trí KAI. RecB chỉ cắt sợi đơn tạo ra đuôi 3'. Đuôi này liên kết với các RecA thành chuỗi, từ đó gây ra trao đổi đoạn DNA với một sợi DNA (mạch đơn) nguyên vẹn từ đó phát sinh tái tổ hợp tương đồng. Khi cả phức hợp trượt đến tận cùng DNA, thì cả ba tiểu đơn vị tách rời nhau rồi "giải tán" và không thấy hoạt động trong một giờ trở lên. 
Mô hình phân tử cho con đường tái tổ hợp của RecBCD theo phản ứng của RecBCD khi ATP > Mg++ như sau (hình 10).
1. Bước 1: RecBCD liên kết với một đầu chuỗi kép DNA (sơ đồ đầu tiên ở hình 10).
2. Bước 2: RecBCD dãn xoắn và tách mạch DNA này (sơ đồ hàng thứ hai ở hình 10).
3. Bước 3: RecD nhanh hơn trên sợi 5' tạo ra "đuôi" sớm hơn, còn RecB chậm hơn trên sợi 3' nên tạo "đuôi" muộn hơn. Do đó tạo ra một đuôi lẻ (ssDNA, tức sợi đơn) và một vòng sợi đơn (ssDNA không bị khía) như mô tả ở sơ đồ hàng thứ ba trong hình 10.
4. Bước 4: Vòng này mở rộng dần khi RecBCD di chuyển dọc theo DNA làm cả hai vòng đều di chuyển và phát triển (sơ đồ hàng thứ tư ở hình 10).
5. Bước 5: Khi đến vị trí KAI (5 'GCTGGTGG 3' kí hiệu là chấm đỏ có chữ Chi trong hình 10), RecBCD sẽ cắt sợi 3' có KAI, rồi tải RecA lên sợi này (sơ đồ hàng thứ năm ở hình 10).
6. Bước 6: Tổ hợp RecA-ssDNA (tức sợi đơn DNA đã bị cắt có gắn chuỗi polyRecA) xâm nhập một chuỗi DNA kép nguyên vẹn, tạo một vòng "tai thỏ" (sơ đồ hàng thứ sáu ở hình 10).Tiếp theo, có thể có tái tổ hợp theo hai cách.
7. Cách 1 - Bước 7 và 8: "Tai thỏ" được cắt rồi nối với DNA ban đầu, tạo ra "ngã tư" Holliday (xem ở gen hoán vị). Nhờ sự kết hợp của một số nhân tố khác (như RuvABC và RecG), mà tạo ra tái tổ hợp đều có trao đổi chéo tương hỗ (sơ đồ hàng thứ bảy và thứ tám ở phía trái trong hình 10).
8. Cách 2 - Bước 7 và 8: Sợi 3' của đuôi có vị trí KAI tiến hành tổng hợp DNA, từ đó có thể tạo ra một nhánh nhân đôi có đoạn mới và đoạn cũ. Từ đó, tại chạc nhân đôi (chạc chữ Y) phát sinh ra một DNA tái tổ hợp nhưng không tương hỗ (sơ đồ hàng thứ bảy và thứ tám ở phía phải trong hình 10).

### Khi Mg2+>ATP

Hình 11: Con đường RecBCD tái tổ hợp khi Mg^{2+} cao hơn hẳn ATP (Nguồn từ: Cold Spring Harbor Laboratory Press, 2007).

Khi nồng độ ion Mg2+ vượt cao hơn hẳn ATP, thì RecBCD sẽ tách rồi cắt cả hai sợi DNA. Lúc này, RecBCD sẽ tách sợi đối diện (tức là sợi đầu 5') và RecA liên kết vào sợi đầu 3' tạo ra chuỗi polyRecA (RecA filament). Nghĩa là RecBCD cắt tách sợi trên cùng (đầu 3′) lên đoạn có KAI, cắt sợi dưới và cắt tách rời sợi đó ra ngoài KAI. Sau khi hoàn thành "nhiệm vụ", nó tiếp tục trượt và nếu gặp vị trí KAI nữa thì chuỗi phản ứng sẽ xảy ra tương tự như trên.
Tóm lại, tổ hợp RecBCD trượt trên DNA như một «động cơ» phân tử, theo kiểu «ôm» cả một đoạn chuỗi xoắn kép, nhờ «chất đốt» là ATP, thực hiện dãn xoắn-tách mạch nhờ chức năng helicase. Khi gặp vị trí KAI, tổ hợp chuyển sang chức năng endonuclease, cắt một sợi đơn có chứa KAI. Sau đó, xảy ra hai con đường sau. 
1. Nếu ATP cao hơn, tổ hợp enzym tạo nên trao đổi chéo bằng cách chỉ đơn giản là cắt sợi có KAI (sợi với đầu 3 'ban đầu), tạo ra đuôi sợi đơn 3' có KAI gần đầu mút của nó. Đuôi này sẽ liên kết với các protein RecA, gây ra trao đổi tương đồng tương đồng hoặc không tương đồng với một sợi ở đoạn DNA khác còn nguyên vẹn. Khi RecBCD trượt đến cuối DNA ban đầu (có KAI), cả ba tiểu đơn vị tách nhau, "giải tán" và "giải lao". Một phân tử RecBCD đang hoạt động ở KAI không thể xúc tác một phân tử DNA khác.
2. Nếu các ion Mg2+ cao hơn hẳn, recBCD sẽ cắt tách cả hai chuỗi DNA bằng chức năng endonuclease, mặc dù đuôi 5 ' bị cắt ít thường xuyên hơn, RecBCD cắt và tách sợi đó ra ngoài vị trí KAI, không tạo ra trao đổi chéo. Sau đó, khi recBCD gặp phải một vị trí KAI nữa ở phía cuối sợi 3', việc dãn xoắn ngừng lại và biến đổi đuôi của 3' bị giảm hẳn so với trường hợp trên. Nếu recBCD có thể tiếp tục dãn xoắn, thì nó phải lúc này lại phải xúc trên sợi đối diện (tức là sợi 5') và tải protein RecA lên sợi 3'. Sau khi hoàn thành nhiệm vụ, tổ hợp enzym này có thể nhanh chóng "tấn công" một đoạn DNA khác hoặc vị trí KAI thứ hai. Ở đó các phản ứng tương tự xảy ra như trên DNA đầu tiên.